# Flughafen Santa Fe (New Mexico)

i8
i11
i13
Der Santa Fe Regional Airport (IATA-Code: SAF, ICAO-Code: KSAF) ist ein öffentlicher Flughafen auf 1935 m Seehöhe, 16 km südwestlich von  Santa Fe, New Mexico in den Vereinigten Staaten. Die Fläche des Flughafens beträgt 861 ha. Er hat drei Asphaltpisten, mit 2550 m, 1925 m und 1921 m Länge.

## Geschichte
Der erste kommerzielle Flugdienst vom Flugplatz Santa Fe wurde von Mid Continent Air Express, ab 1929, auf einer Strecke von El Paso nach Denver mit Zwischenstopps in Albuquerque, New Mexico, Santa Fe und Las Vegas (New Mexico) sowie Pueblo (Colorado) und Colorado Springs  betrieben. Die Route wurde 1931 durch Western Air Express und 1934 erneut durch Varney Speed Lines, den Vorgänger von Continental Airlines, ersetzt El Paso – Albuquerque – Santa Fe – Las Vegas – Flughafen Pueblo mit fortlaufendem Flugbetrieb von Wyoming Air Service nach Colorado Springs, Denver und Cheyenne (Wyoming). 1936 wurde die südwestliche Betriebsabteilung von Varney von Robert F. Six übernommen, der 1937 die Fluggesellschaft in Continental Air Lines umbenannte. Sie begann mit dem Betrieb von Lockheed Model 12 Electra Junior Twin-Prop-Flugzeugen auf einer täglichen Hin- und Rückflugroute von El Paso – Albuquerque – Santa Fe – Las Vegas – Pueblo – Colorado Springs – Denver. Mr. Six fungierte bis 1981 als CEO der Fluggesellschaft. Somit war Santa Fe eines der ersten von Continental angeflogenen Ziele, das zu einer großen nationalen und internationalen Fluggesellschaft werden sollte. Im Jahr 1940 nahm Continental den Betrieb von Lockheed Model 18 Lodestars Doppelpropellerflugzeugen auf und erweiterte den Einflugzeugservice von Santa Fe und Albuquerque nach Roswell und Hobbs (New Mexico) sowie Midland/Odissa, Big Spring, San Angelo und San Antonio (Texas). Mitte der 1940er Jahre führte Continental den Douglas DC-3-Dienst ein, bald darauf folgten die Flugzeuge Convair 240-Flugzeugen und Convair 340.
1955 fusionierte Continental mit Pioneer Airlines und übernahm den Dienst dieser Fluggesellschaft auf der Route Albuquerque – Santa Fe – Clovis – Lubbock – Abilene – Ft. Worth-Dallas. Bis 1959 hatte die Fluggesellschaft ihren ersten Linienflugzeugdienst mit Turbinenantrieb in Santa Fe mit dem viermotorigen, in Großbritannien hergestellten Vickers Viscount-Turboprop eingeführt, der auf vier seiner sechs täglichen Flüge operierte. Bis 1963 wuchs Continental Airlines mit großen Jets schnell und begann, ihre Streckenhoheit für ihre kleineren Städte auf andere Fluggesellschaften zu übertragen. Die Strecke El Paso – Denver mit allen Zwischenstopps, einschließlich Santa Fe, wurde an Frontier Airlines (1950) übertragen, und die Strecke Albuquerque – Dallas mit allen Zwischenstopps ging an Trans-Texas Airways, was dazu führte, dass Continental den Flughafen Santa Fe nicht mehr bediente.
Pioneer Airlines in Santa Fe, im Jahr 1948, mit zwei täglichen Hin- und Rückflügen auf einer Route von Albuquerque – Santa Fe – Las Vegas (New Mexico) – Tucumcari (New Mexico) – Clovis (New Mexico) – Lubbock (Texas) – Abilene (Texas) – Mineral Wells (Texas) – Fort Worth (Texas) – Dallas  mit Douglas DC-3. Bis 1953 betrieb die Fluggesellschaft Martin 2-0-2-Flugzeuge mit direkten Flügen, ohne Umsteigen zum Houston Hobby Airport mit acht Zwischenstopps auf der Strecke. Pioneer wurde dann von Continental Airlines übernommen und 1955 mit ihr fusioniert. Trans World Airlines (TWA) nahm 1948 den Santa Fe-Dienst auf, indem sie die Stadt als Zwischenstopp auf ihrer transkontinentalen Hauptstrecke mit Douglas DC-3-Flugzeugen hinzufügte. Anfänglich war die tägliche Route: New York LaGuardia Airport – Pittsburgh – Columbus (Ohio) – Dayton – Chicago Midway Airport – Kansas City – Topeka (Kansas) – Wichita – Amarillo – Santa Fe – Winslow (Arizona) – Phoenix – Los Angeles. Albuquerque wurde später als Zwischenstopp auf dem Weg nach Winslow hinzugefügt, und das Flugzeug Martin 4-0-4 ersetzte die DC-3. Bis 1959 betrieb TWA einen viermotorigen Propliner-Service der Lockheed Constellation nach Santa Fe mit einer täglichen Route von Chicago Midway Airport – Kansas City – Wichita – Amarillo – Santa Fe – Albuquerque – Los Angeles, jedoch nur in westlicher Richtung. Der Dienst von TWA für Santa Fe endete Ende 1960.
Frontier Airlines flog 1963 nach Santa Fe und ersetzte Continental Airlines an vier Zwischenstopps auf der Strecke El Paso – Denver. Frontier betrieb zunächst Propellerflugzeuge vom Typ Douglas DC-3 und Convair 340. Mitte der 1960er Jahre begann Frontier mit dem Betrieb von Convair 580-Turboprops vom Flughafen nonstop nach Denver und Albuquerque mit Direktverbindungen nach Phoenix, Tucson und El Paso. Im Juni 1972 stellten sowohl Frontier (wie auch Texas International Airlines) den Betrieb in Santa Fe unter Berufung auf unsichere Landebahnbedingungen ein. Trans-Texas Airways (TTa) nahm ihren Dienst in Santa Fe später im Jahr 1963 auf und ersetzte Continental Airlines an allen Zwischenstopps auf der Strecke Albuquerque – Dallas, die Continental acht Jahre zuvor von Pioneer Air Lines erworben hatte. Ursprünglich verwendete die Fluggesellschaft Douglas DC-3-Propellerflugzeuge und rüstete später auf Convair 600-Turboprops auf. Im Jahr 1967 hatte TTa mit der Douglas DC-9-10 den ersten Jet-Service in Santa Fe eingeführt, der Nonstop-Flüge nach Dallas Love Field führte und weiterhin Direktflüge zum Houston Hobby Airport betrieb. DC-9 wurden auch nach Albuquerque, Roswell und Midland/Odessa auf einer Flugroute von Santa Fe nach Dallas und Houston geflogen. Trans-Texas Airways änderte 1969 seinen Namen in Texas International Airlines (TI) und stellte Anfang 1970 den DC-9-Jet-Service nach Santa Fe ein. Bediente den Flughafen jedoch weiterhin mit Convair 600 bis Juni 1972, als sowohl Texas International als auch Frontier dazu gezwungen wurden alle Flüge unter Berufung auf unsichere Start- und Landebahnbedingungen auszusetzen. Keiner der Transportunternehmen kehrte je zurück
In den 1960er und 1970er Jahren bedienten mehrere kleine Zubringerfluggesellschaften Santa Fe, darunter Bison, Trans Central, The Santa Fe Airline Company, Mountain Air, Trans American Airways, Trans Western Airlines, Zia Airlines und Stahmann Farms. Diese Fluggesellschaften setzten auf Flügen nach Albuquerque und Denver eine Vielzahl von Zubringerflugzeugen ein, darunter Cessna 402 und Piper Navajo. Zia hatte von 1974 bis 1980 in Santa Fe gedient, für kurze Zeit auch Flüge nach Farmington (New Mexico), durchgeführt und war 1979 auf Handley Page Jetstream-Propellerflugzeuge aufgerüstet worden. Größere Zubringer- und regionale Fluggesellschaften bedienten Santa Fe von den 1980er bis Mitte der 2000er Jahre. Eine zweite Pioneer Airlines flog 1981 mit Beechcraft 99 und Swearingen Metro-Flugzeugen nach Denver. Diese Pioneer Airlines wurde 1983 im Auftrag von Continental Airlines zu einem Continental Commuter Feeder Carrier, bevor sie 1985 ihren Dienst einstellte. Dies war der erste Codeshare-Service einer großen Fluggesellschaft, der in New Mexico registriert wurde.
Mesa Airlines nahm 1985 den Betrieb mit den Turboprops Cessna 208 Caravan, Beechcraft 99, Beechcraft 1300 und Beechcraft 1900 auf. 1995 wurden die Flüge von Mesa nach Denver aufgerüstet, um im Auftrag von United Airlines als United Express zu operieren, aber alle Dienste endeten 1998 und wurden durch Great Lakes Aviation ersetzt.
Mountain Air Express, eine Zubringer-Fluggesellschaft für Western Pacific Airlines, flog im Frühjahr 1997 Dornier 328-Propjets nonstop nach Colorado Springs. Aspen Mountain Air bediente Santa Fe von 1997 bis 1998 mit Dornier 328 im Auftrag von American Airlines, indem es wieder Nonstop-Flüge nach Dallas/Fort Worth einführte. Obwohl Aspen Mountain Air im Rahmen einer Codeshare-Vereinbarung mit American operierte, wurden sie nicht als American Eagle betrachtet. Great Lakes Aviation kam 1998 nach Santa Fe, indem es die Flüge von United Express nach Denver wieder aufnahm, nachdem der Vertrag mit Mesa Airlines abgelaufen war. Great Lakes setzte auch Beechcraft 1900D-Flugzeuge ein und hatte seinen Denver-Dienst auf bis zu zwölf Flüge pro Tag erhöht, verlor dann jedoch Anfang 2002 seine United Express-Bezeichnung. Sie bedienten Santa Fe bis 2007 unabhängig über ihre eigene Identität wie kein anderer United Express Spediteure hatten Service implementiert. Great Lakes kehrte 2013 für kurze Zeit mit Flügen nach Denver, Phoenix und Clovis nach Santa Fe zurück, bis ExpressJet, der Embraer ERJ-145-Regionaljets betreibt, den Dienst nach Denver als United Express aufnahm.

## Flugbetrieb
Im Jahre 2021 wurden  94.906 Passagiere befördert. Im Jahre 2022 haben 42.499 Flugbewegungen stattgefunden, davon 19.707 lokale Bewegungen, 22.756 Zwischenlandungen, 6.721 Air-Taxi-Flüge, und 2.360 militärische Flüge und 4.509 Frachtflüge. 130 einmotorige und 22 zweimotorige Flugzeuge, 23 Jetflugzeuge und 4 Helikopter waren 2022 hier stationiert.
Die wichtigsten Fluggesellschaften für den Flughafen sind heute United Airlines und American Airlines.